# Shiv Chopra
Shiv Chopra est un microbiologiste et un défenseur des droits de l'homme indien puis canadien, né en 1933 mort le 7 janvier 2018.
Il a été impliqué dans l'un des premiers cas de dénonciation publique des agissements de la fonction publique canadienne. Il a aussi été impliqué dans le deuxième cas de discrimination raciale systématique de la fonction publique canadienne : le Tribunal canadien des droits de la personne a déterminé que son ex-employeur, Santé Canada, avait effectué de la discrimination raciale à son encontre.

## Biographie
Shiv Chopra est un Indien né et élevé au Penjab, où il a reçu un baccalauréat en sciences vétérinaires en 1957 du Punjab Veterinary College (PVC). Par la suite, il a travaillé au Biologics Production and Quality Control Research Department du PVC.
Vers 1964, il a émigré au Canada, où il a effectué son doctorat en microbiologie à l'Université McGill à Montréal. Il a ensuite obtenu un poste au Miles Laboratories au Royaume-Uni.
En 1969, Shiv Chopra a déménagé à nouveau au Canada où il a entamé une carrière à Santé Canada en tant qu'examinateur de médicaments potentiels au Bureau des médicaments de prescription (à usage humain). En 1987, il a postulé au Bureau des médicaments vétérinaires, un autre département de Santé Canada, où il a travaillé jusqu'à son renvoi en juin 2004

### Discrimination raciale
En 1992 et en 1993, Shiv Chopra a déposé deux plaintes à l'encontre de Santé Canada, affirmant qu'il a été victime de discrimination raciale. En août 2001, le tribunal a rendu un jugement : Santé Canada avait effectué de la discrimination raciale envers Chopra et avait sciemment modifié l'évaluation de son travail dans le but d'améliorer sa défense.
Son cas est l'un de deux cas de discrimination raciale systématique survenus dans la fonction publique canadienne. En 1992 et en 1994, le Tribunal canadien des droits de la personne avait jugé que le Conseil national de recherches Canada, une agence scientifique publique, avait été coupable de discrimination raciale systématique,.

### Lanceur d'alerte
En 1998 et en 1999, Shiv Chopra, Margaret Haydon et Gerard Lambert ont déclaré devant le Standing Committee on Agriculture and Forestry, commission d'enquête du Sénat du Canada, qu'ils ont subi des pressions de la part de leurs superviseurs pour qu'ils approuvent plusieurs médicaments vétérinaires hasardeux, dont le rBST,. Avant la crise de la vache folle au Canada, Chopra avait averti le gouvernement du Canada que la nourriture donnée aux vaches n'était pas manipulée selon de bonnes normes sanitaires. En raison de l'inaction du gouvernement, Chopra, Hayden, Lambert et Chris Bassude se sont plaints au Public Service Integrity Officer (PSIO), un bureau d'enquête fédéral du Conseil du Trésor du Canada, affirmant encore qu'ils avaient subi des pressions de leurs superviseurs d'approuver des médicaments vétérinaires sans qu'ils n'aient validé leur innocuité pour les humains. Ils seraient les premiers lanceurs d'alerte de la fonction publique canadienne. Ce dossier aurait été rejeté par le PSIO en 2003, mais cette décision a été refusée par la Cour fédérale du Canada.

## Prix CJFE pour l'intégrité
Le 14 novembre 2011, l’organisme non gouvernemental Canadian Journalists for Free Expression (CJFE) a octroyé son Prix d'intégrité («Integrity Award») pour l’année 2011 à trois personnes : Shiv Chopra, Margaret Haydon et Gérard Lambert, pour avoir « agi courageusement dans l’intérêt public sans égard au gain personnel et au risque de représailles mettant en péril leur carrière, leur gagne-pain et leur liberté personnelle ».

## Œuvres
- (en) Shiv Chopra, Corrupt to the Core: Memoirs of a Health Canada Whistleblower, 2009, KOS Publishing.  (ISBN 978-0-9731945-7-9)
- (fr) Shiv Chopra, Corrompus jusqu'à la moelle, 2009, Mieux-être,  (ISBN 978-2922969245) (trad. en français du précédent)
- (en) Shiv Chopra, Four Five, 1995, Nova Science Pub Inc.  (ISBN 978-1-56072-193-2)